# Долно Нерези
 Тази статия е за селото в Община Карпош.  За стружкото село вижте Нерези.  
Долно Нерези (официално Тафталидже II, на македонска литературна норма: Тафталиџе II) е квартал на Скопие, столицата на Северна Македония.

## География
Долно Нерези е част от община Карпош и е разположен в югозападната част на града на изток от Вардар, на юг от булевард „Партизански отреди“, който го отделя от Карпош IV, на запад от улица „Московска“, която го отделя от Тафталидже и на север от булевард „Македония“, който го отделя от Средно Нерези.

## История
В края на XIX век Долно Нерези е село в Скопска каза на Османската империя. Според статистиката на Васил Кънчов („Македония. Етнография и статистика“) към 1900 година в Нерѣзи (Горно и Долно) живеят 260 българи християни и 300 арнаути мохамедани.
В началото на XX век цялото християнско население на селото е под върховенството на Българската екзархия. По данни на секретаря на екзархията Димитър Мишев (La Macédoine et sa Population Chrétienne) в 1905 година в Нерези (Горно и Долно) има 288 българи екзархисти.
След Междусъюзническата война в 1913 година селото попада в Сърбия.
На етническата си карта от 1927 година Леонард Шулце Йена показва Нерези (Nerezi) като албанско село.
На етническата си карта на Северозападна Македония в 1929 година Афанасий Селишчев отбелязва Нерези като смесено българо-албанско село.
Според преброяването от 2002 година Долно и Средно Нерези имат 12 418 жители.
| Националност     | Всичко |
| северномакедонци | 10 288 |
| албанци          | 1353   |
| турци            | 93     |
| роми             | 19     |
| власи            | 58     |
| сърби            | 378    |
| бошняци          | 14     |
| други            | 217    |